# Октав Мірбо
Октав Мірбо (фр. Octave Mirbeau; 16 лютого 1848 — 16 лютого 1917) — французький письменник, публіцист, романіст й драматург.

## Біографія
Народився 16 лютого 1848, в сім'ї лікаря. З 1859 по 1863 навчався в єзуїтському коледжі св. Франциска-Ксав'єра в Ванні (департамент Морбіан). В автобіографічному романі «Себастьян Рок» (фр. Sébastien Roch) він описав свої шкільні роки. Під час франко-пруської війни 1870—1871 р. вступає до національної гвардії. Завоювавши популярність як журналіст (журнал Ревю Бланш), починає писати статті на літературні та політичні теми. Мірбо був пристрасним полемістом.
У 1886 році виходять відразу дві його книги: збірка оповідань «Листи з моєї хатини» і автобіографічний роман «Голгофа» (фр. Le Calvaire). Разом з Емілем Золя він виступив на захист А. Дрейфуса; він проголошував промови на мітингах на його захист (1898—1899). Через рік після «Саду тортур» (Фр. Le Jardin des supplices) (1899), Мірбо публікує новий роман — «Щоденник покоївки» (Le Journal d'une femme de chambre) (1900).
З п'єс Мірбо найпопулярнішою була драма «Влада грошей» (Les affaires sont les affaires) (1903), що вирізняється соціальним критицизмом і напруженістю сценічної дії.
Помер 16 лютого 1917 року в Парижі, похований на кладовищі Пассі.

## Твори
- Le Calvaire, роман (1886).

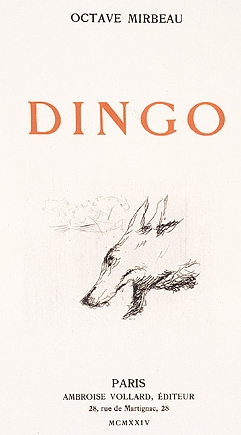
Дінго, 1924

- L'Abbé Jules, роман (1888) (Абат Жюль).
- Sébastien Roch, роман (1890).
- Dans le ciel, роман (1892–1893).
- Les Mauvais bergers, трагедія (1897) (Погані пастухи).
- Le Jardin des supplices, роман (1899) (Сад тортур).
- Le Journal d'une femme de chambre, роман (1900) (Щоденник покоївки).
- Les 21 jours d'un neurasthénique, роман (1901).
- Les affaires sont les affaires, комедія (1903) (У золотих кайданах, 1908).
- Farces et moralités, 6 комедій (1904).
- La 628-E8, роман (1907).
- Le Foyer, комедія (1908).
- Dingo (Дінго (роман)), роман (1913).
- Les Mémoires de mon ami (1919)
- Un gentilhomme (1920).
- Scrupules, Злодій, п'єса (1921)
- Contes cruels, казки (1990).
- L'Affaire Dreyfus (1991).
- Lettres de l'Inde (1991).
- Combats esthétiques (1993).
- L'Amour de la femme vénale (1994).
- Combats littéraires (2006).
- Correspondance générale (2003-2005-2009).

## Бібліографія

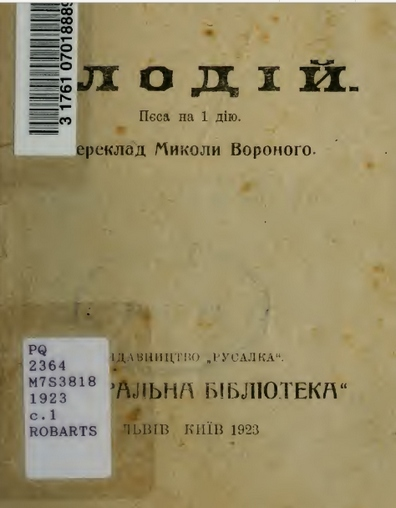
Злодій, 1923